# Iglesia de Santa Clara de San Millán
La Iglesia de Santa Clara de San Millán es un templo católico ubicado en la parroquia del mismo nombre al norte de Quito, entre la calle Alonso de Mercadillo y pasaje Morán, junto a la Plaza Jacinto Jijón y Caamaño. Fue construida por el padre Pedro Brüning en 1939.

## Historia
Si bien el padre Pedro Brüning se hizo cargo del proyecto y diseñó gran parte de la iglesia a partir de 1904, la primera piedra y los primeros trabajos constructivos ya se habían comenzado el 21 de noviembre de 1882 y habían estado originalmente a cargo de Pedro Shumaker.
De acuerdo al investigador Alfonso Cevallos Romero esta fue la cronología constructiva del edificio:
- 21 de noviembre de 1882: se coloca la primera piedra.
- 1904: el padre lazarista alemán Pedro Brüning se hace cargo del proyecto y diseña la fachada.
- Diciembre de 1906: se concluye tanto el techo como las pilastras de la iglesia y se inicia la construcción de la bóveda.
- 1907: se concluyen las ventanas, el coro, el comulgatorio y el altar mayor.
- 1908: se instala la puerta principal y se trabaja en el baptisterio.
- 1913: se colocan las cruces de las torres.

La iglesia se terminó de construir en 1939.
En 1974 se reconstruyó el interior de la iglesia, proceso durante el cual se perdieron las decoraciones, los altares y el comulgatorio.

## Descripción

### Interior
El interior de la iglesia ha sido completamente renovado y presenta una única nave central de un sencillo estilo moderno que contrasta con el estilo historicista del exterior. El altar está ubicado junto al ábside.

### Exterior
Las torres son de tres cuerpos, los dos primeros cuadrangulares y el último octogonal y terminado en una cornisa, las cuales están rematadas por los chapiteles piramidales de latón tan característicos de las iglesias del padre Brüning (otros ejemplos incluyen la Iglesia de La Magdalena o la Basílica de San Pedro de Conocoto). La parte octogonal de las torres contiene en cada cara ventanas tríforas, alternándose aquellas que donde todos sus tres vanos están abiertos con aquellas donde solo el vano central lo está.

Como ocurría con otras iglesias diseñadas y construidas por el padre Brüning, la Iglesia de Santa Clara de San Millán fue originalmente de ladrillo visto pero con el paso de las décadas el exterior fue pintado de varios colores.

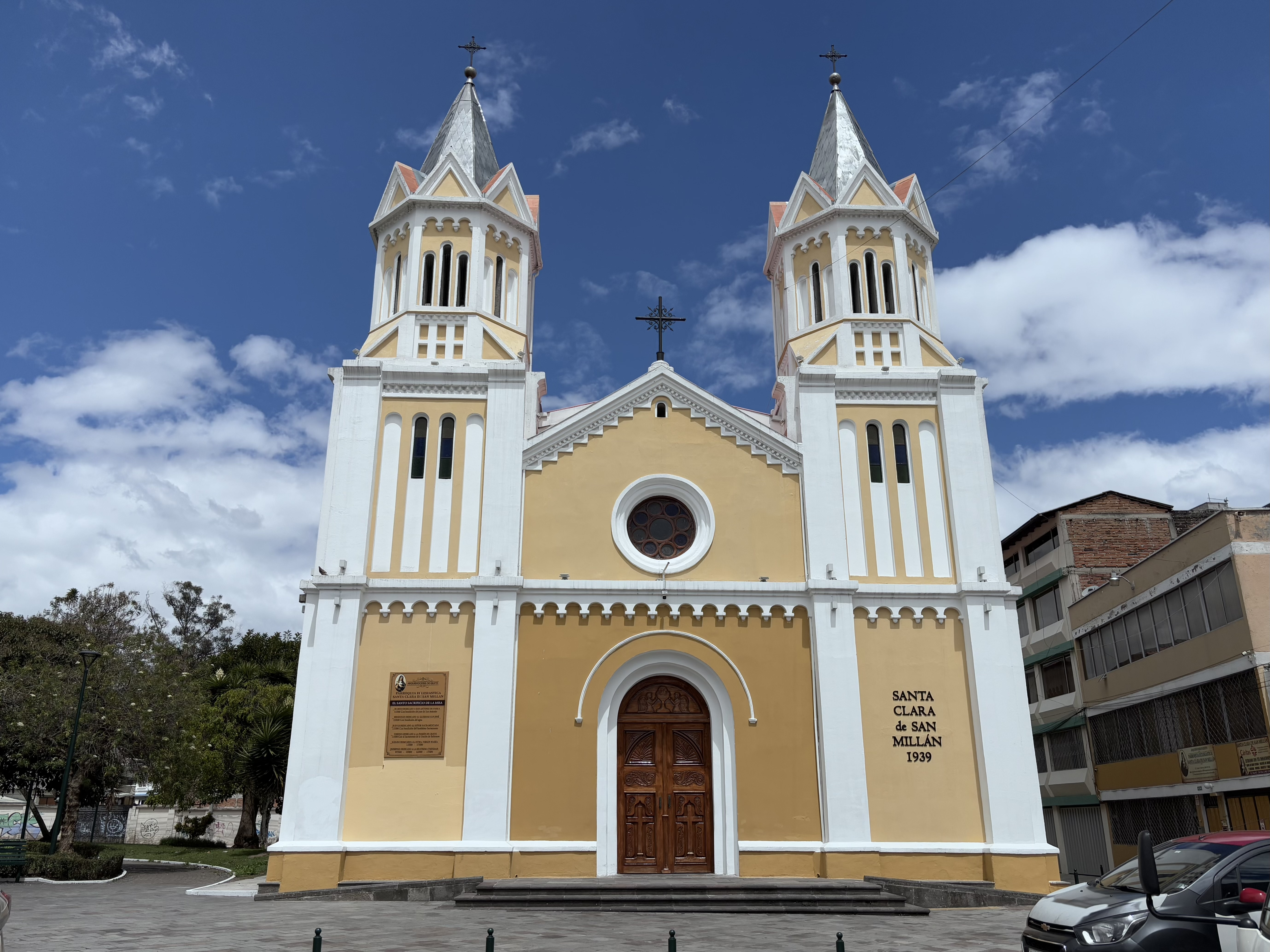
Fachada con torres rematadas en chapiteles piramidales de latón.
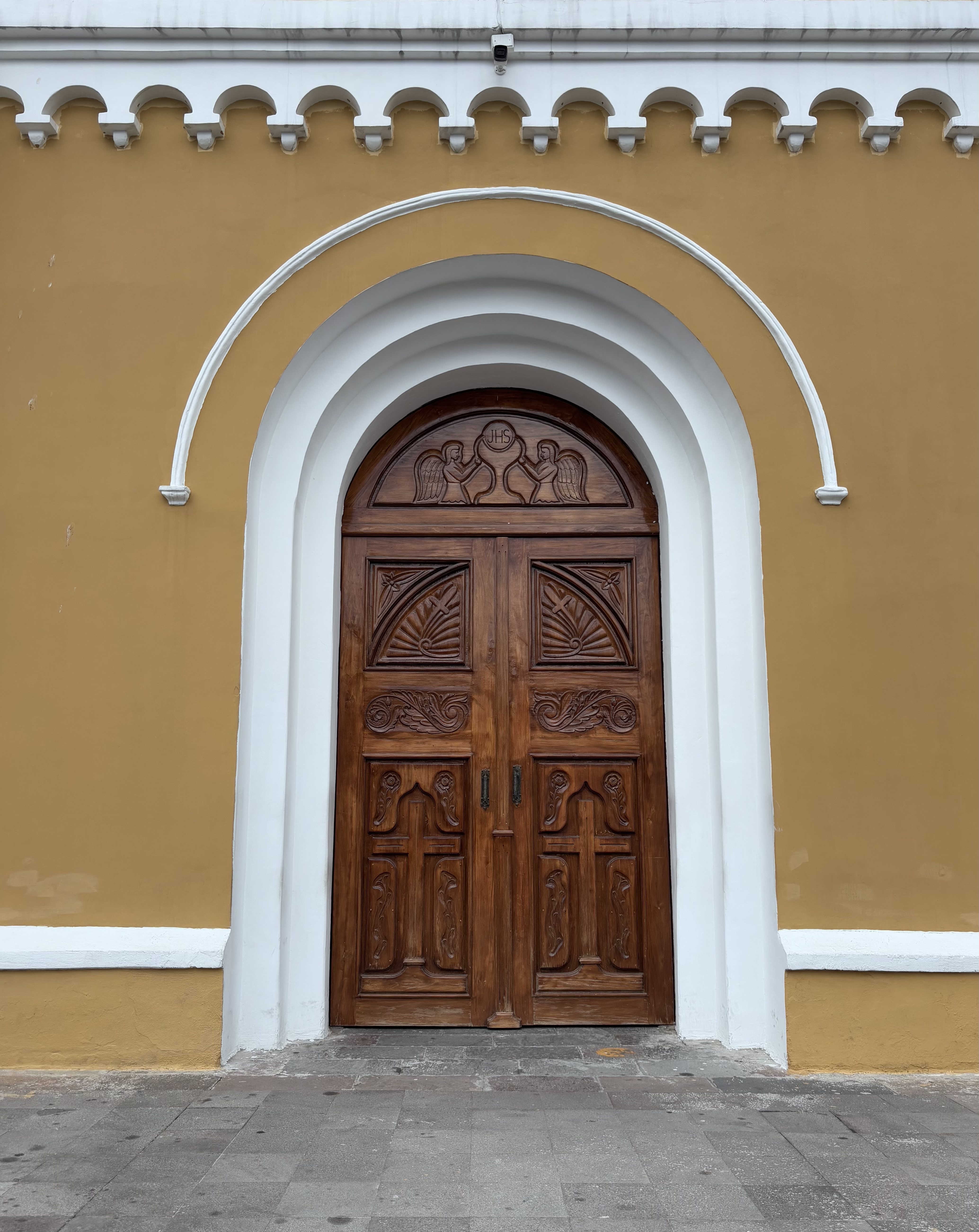
Portada.
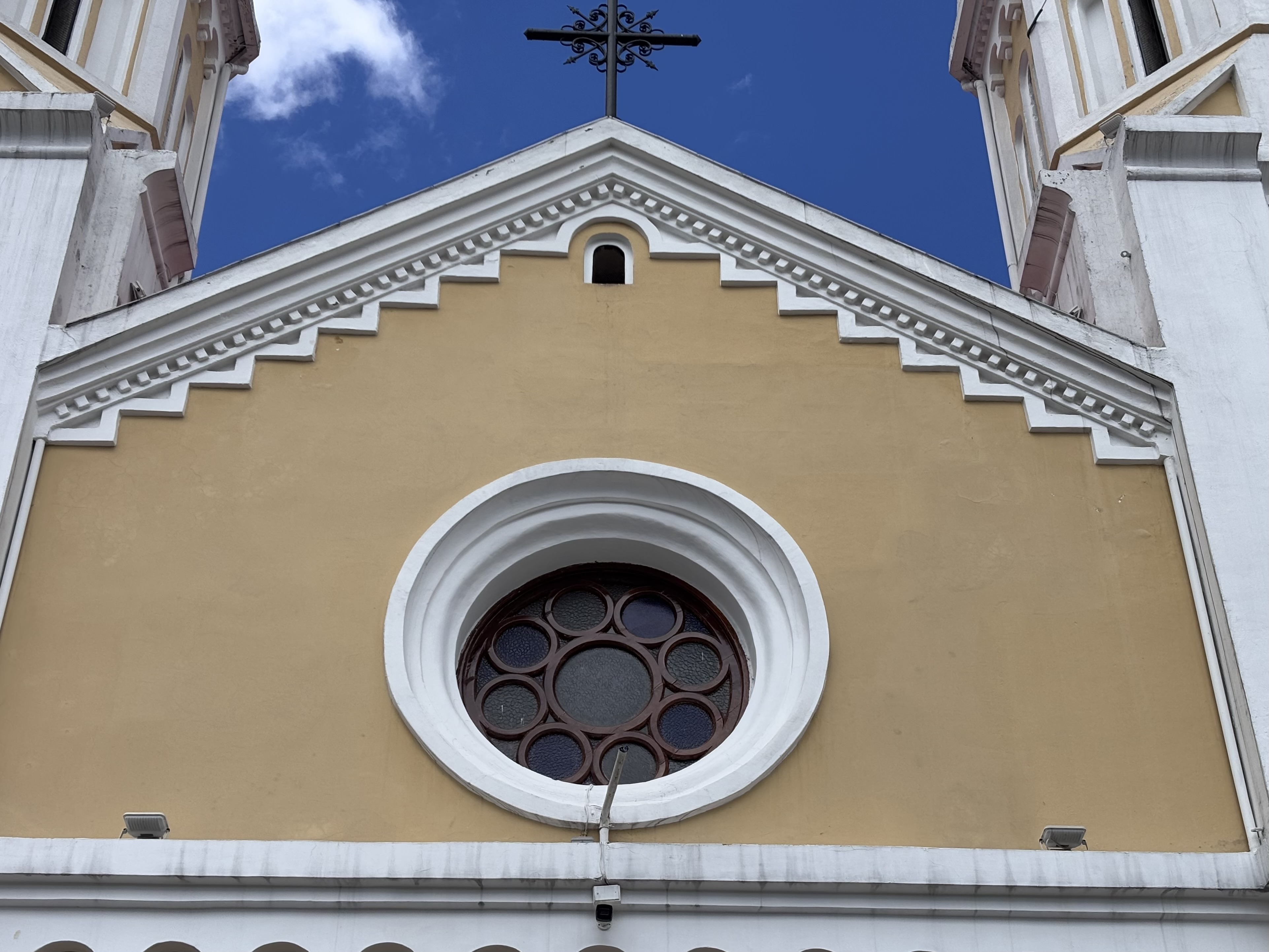
Rosetón
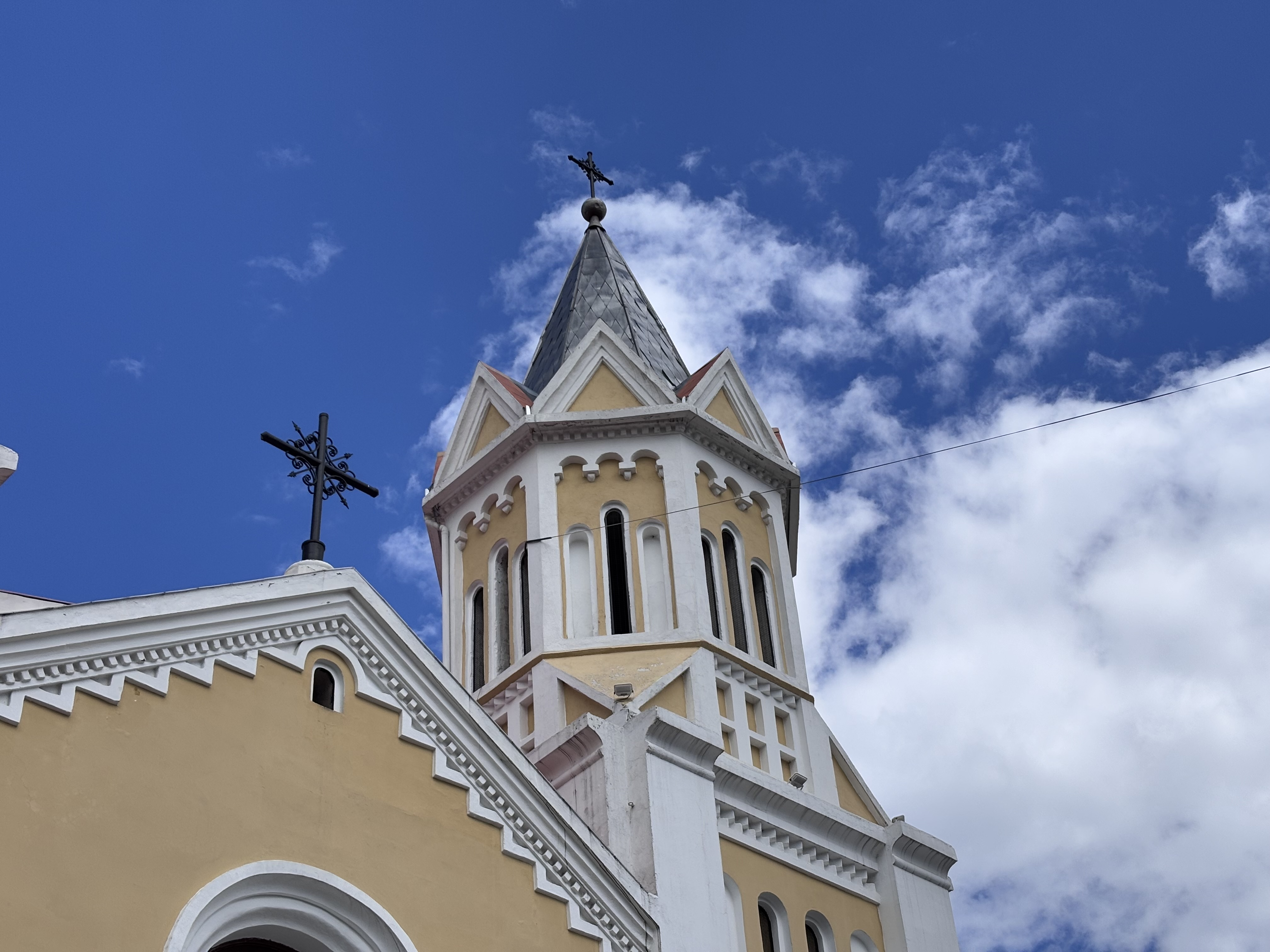
Torre oriental, detalle.
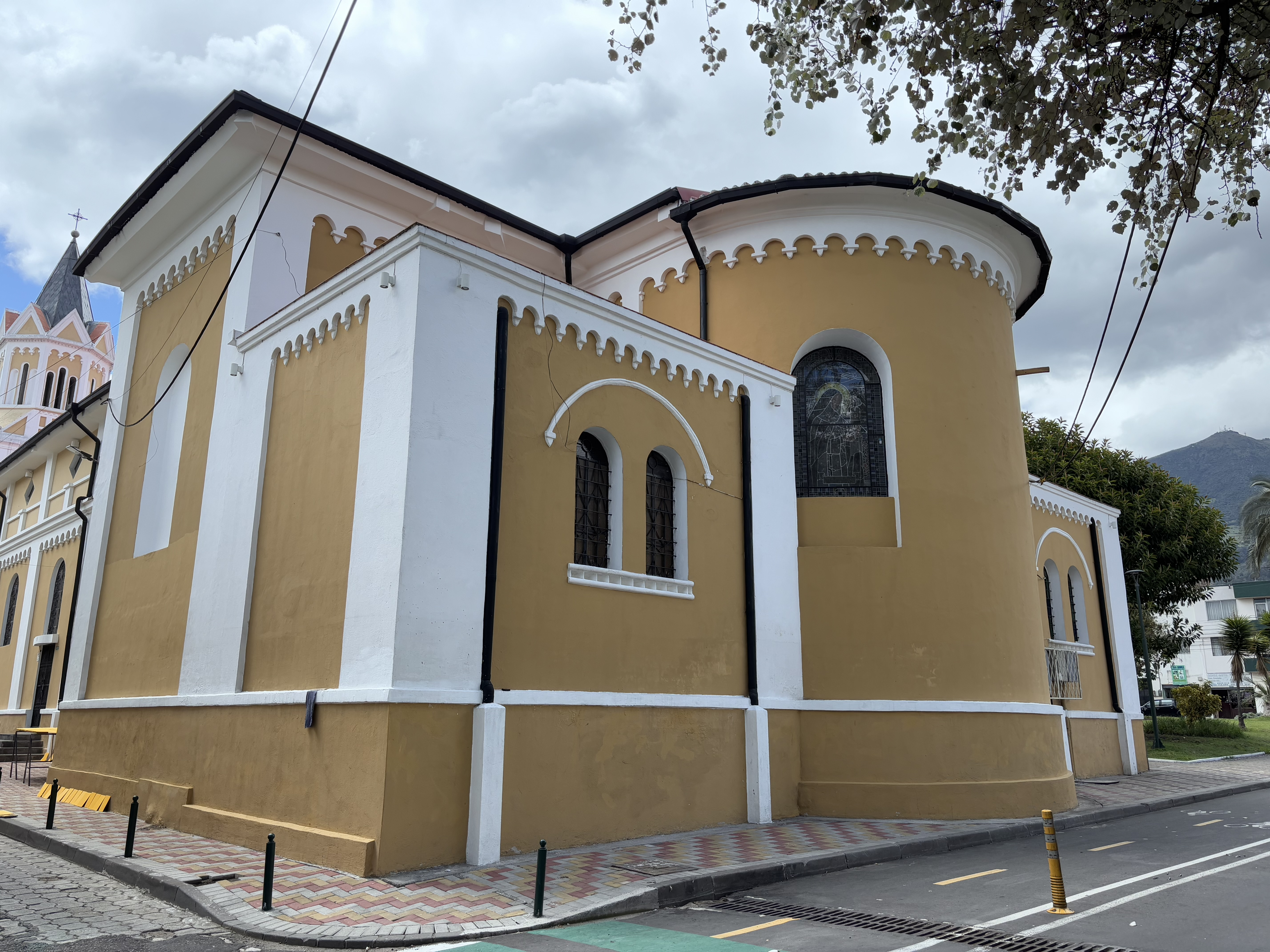
Vista posterior y ábside.